# Władimir Rżewski (piłkarz)
Władimir Pietrowicz Rżewski, ros. Владимир Петрович Ржевский (ur. 19 lipca 1987 w Żeleznowodsku) – rosyjski piłkarz grający na pozycji obrońcy. Obecnie występuje w BATE Borysów. Wcześniej był m.in. piłkarzem rezerw Saturna Ramienskoje oraz fińskiego Jakobstads Bollklubb.